# Barbie Hsu
Barbie Hsu Shi-yuan (cinese 徐熙媛; pinyin: Xú Xīyuàn; Wade-Giles: Hsü Hsi-yüan; Taipei, 6 ottobre 1976 – Tokyo, 2 febbraio 2025) è stata una cantante, attrice e conduttrice televisiva taiwanese. Ha debuttato nel 1994 insieme alla sorella minore Dee Hsu (小S; Xiǎo S) come parte del duo musicale S.O.S (Sisters of Shiu), successivamente rinominato A.S.O.S (Adult Sisters of Shiu), con il quale si è poi avvicinata alla conduzione televisiva. Le due sorelle hanno co-condotto programmi di varietà come Guess (1996–2000) e 100% Entertainment (1998–2005), prima che Barbie Hsu si dedicasse principalmente alla recitazione.
Come attrice, ha raggiunto la fama panasiatica grazie al ruolo da protagonista nel drama televisivo Meteor Garden (2001–2002), considerato l’inizio del genere degli “idol drama” e dell’età d’oro della televisione taiwanese. In seguito ha recitato in serie come Mars (2004), Corner with Love (2007), Summer’s Desire (2010), e nei film Connected (2008) e Reign of Assassins (2010). Dopo il suo primo matrimonio, avvenuto nel 2010, si è progressivamente allontanata dalla scena pubblica.

## Infanzia e formazione
Barbie Hsu è nata il 6 ottobre 1976 a Taipei da Hsu Chien e Huang Chun-mei, detta “May”, come seconda di tre sorelle. Aveva una sorella maggiore, Hsu Shi-hsien, e una minore, Dee Hsu.
La famiglia paterna possedeva una gioielleria a Taipei, fondata dal nonno paterno, un waishengren originario della contea di Tancheng, nello Shandong, e rimasta attiva per oltre sessant’anni fino alla sua chiusura nel 2018. La madre, una benshengren, lavorava come cameriera in un ristorante accanto alla gioielleria prima del matrimonio. I suoi genitori si separarono quando era giovane, a causa delle pressioni esercitate sulla madre per avere un figlio maschio, oltre all’infedeltà, alla violenza domestica, all’alcolismo e alla ludopatia del padre, unico figlio maschio con sette sorelle. Quando Hsu aveva 14 anni, il padre fuggì a causa dei debiti di gioco, mentre la madre lavorava come agente immobiliare per sostenere le tre figlie. Il padre tornò in seguito, e i genitori divorziarono formalmente nel 2008, dopo che Barbie e Dee pagarono per l’ultima volta i suoi debiti in cambio della firma sul divorzio. La madre ricoprì il ruolo di portavoce e co-manager delle figlie durante le loro carriere. Il padre, con cui mantennero buoni rapporti dopo che aveva smesso di bere, morì di cancro al fegato nel 2012 all’età di 59 anni.
Nel 1993, Hsu si iscrisse all’Accademia Nazionale delle Arti Kuo Kuang, all’epoca sotto la giurisdizione del Ministero della Difesa di Taiwan, ma abbandonò dopo un anno a causa della disciplina in stile militare. Nel 1994, lei e la sorella Dee si iscrissero alla Scuola Superiore Artistica Hwa Kang di Taipei, dove Hsu frequentò il dipartimento di recitazione con specializzazione in kung fu dell’opera cinese tradizionale. Alla Hwa Kang, le due sorelle strinsero amicizia con alcune compagne di classe, tra cui Pace Wu, Aya Liu e altre tre, formando un gruppo noto come le “Sette Fate”, ispirato a personaggi del folclore cinese. In seguito, quando quattro di loro entrarono nel mondo dello spettacolo, si unirono a tre colleghe — Christine Fan, Mavis Fan e Makiyo Kawashima — che furono anch’esse associate a quel nome.

## Carriera
All’età di 11 anni, Barbie Hsu apparve per la prima volta in un film come comparsa in The Sea Plan (1987), diretto da Heinrich Wang. A 14 anni, dopo che la sorella Dee fu notata mentre correva nel cortile della scuola e invitata, insieme alla famiglia, a partecipare a un provino per uno spot pubblicitario diretto da Wayne Peng con il cantante Chou Chuan-huing, le tre sorelle Hsu e la madre si presentarono insieme all’audizione. Da quel momento, Barbie iniziò a lavorare come attrice pubblicitaria, principalmente sotto la direzione di Peng, per contribuire al sostentamento economico della famiglia. A 17 anni recitò in uno spot per una bevanda accanto a Takeshi Kaneshiro, successivamente mostrato anche nel film The Ring (2002), prima ancora di iscriversi alla scuola superiore artistica Hwa Kang di Taipei.
Durante quell’audizione, le sorelle Hsu attirarono l’attenzione dell’etichetta discografica di Chou, Famous Records (神采唱片), che inizialmente mise sotto contratto Barbie, seguita poco dopo da Dee. Barbie apparve nel varietà Comedian Bump Earth (笑星撞地球) nel ruolo di “fan” di Chou, mentre entrambe comparvero nel videoclip della sua canzone Can’t Let You Go (捨不得你走) nel 1991. Tuttavia, prima del debutto ufficiale come duo pop, emersero conflitti contrattuali legati al contrasto tra la personalità giocosa delle sorelle e l’immagine “pura e innocente” voluta dal fondatore dell’etichetta, Chen Kuo-Chin, ispirata a cantanti dell’epoca come Amber Fang, Gloria Yip e Vivian Chow. Di conseguenza, il loro primo album Occupy Youth (佔領年輕) fu messo da parte per due anni. Quando venne finalmente pubblicato nel 1994, Chen scelse inizialmente per il duo il nome Do Bi Do Wa (嘟比嘟哇), ispirato a una delle tracce. Tuttavia, durante una prima registrazione televisiva, il conduttore scambiò erroneamente i nomi: una sorella Do Bi e l’altra Do Wa. Non soddisfatta, Barbie si rivolse al produttore Bing Wang, che propose il nuovo nome S.O.S. (Sisters of Shiu), da cui derivarono anche i soprannomi Big S e Little S.
Il debutto del duo fu ben accolto dai programmi di varietà taiwanesi, nonostante l’opposizione dell’agenzia all’immagine comica da loro adottata, in contrasto con il posizionamento previsto. Raggiunsero la popolarità nel 1995 con la canzone pop Ten-Minute Love (十分鐘的戀愛), tratta dal secondo album Best of S.O.S., anche se i lavori successivi ricevettero poca attenzione. Sempre nel 1995, tentarono di entrare nel mercato giapponese con la pubblicazione di due album: Occupy Youth, il loro debutto taiwanese, venne distribuito in Giappone il 19 agosto, seguito da una raccolta best of il 16 dicembre, contenente versioni giapponesi di brani dai primi tre album taiwanesi e quattro inediti in giapponese. Apparvero anche nel programma notturno giapponese Asia N Beat (アジアNビート) su Fuji TV.
In quello stesso anno, si cimentarono anche nella conduzione con due varietà di breve durata: Chao Meng XYZ (超猛XYZ) e Qingchun Baomazai (青春報馬仔). Nel 1996, senza prospettive concrete di rilancio, le sorelle valutarono di abbandonare il mondo dello spettacolo per aprire un negozio di abbigliamento, che divenne Shi Mu, presso il centro commerciale Dinghao nel distretto orientale di Taipei, gestito dalla sorella maggiore dal 1997 fino alla chiusura nel 2004 per perdite economiche. Nei primi anni 2000, tentarono altri progetti imprenditoriali, tra cui un secondo negozio con Pace Wu e un investimento in una pasticceria, entrambi conclusi entro il 2004 senza successo.
Nel 1996, in occasione dell’apertura del loro negozio Shi Mu durante il Festival di Metà Autunno, le sorelle furono avvicinate dal produttore televisivo e manager Wang Wei‑Zhong, noto come il “Padrino dei varietà taiwanesi”, che offrì loro ruoli da conduttrici. Dopo aver esordito come prima generazione di presentatrici del programma Guess, e aver successivamente rotto il contratto con Chen (la cui agenzia aveva proibito loro di pubblicare album con il nome originale), cambiò il nome del duo in A.S.O.S. (Adult Sisters of Shiu), firmando un contratto con la Golden Star Entertainment di Wang. Da quel momento la loro carriera si orientò verso la conduzione televisiva, interrompendo il percorso musicale.
Hanno co-condotto il varietà Guess (1996–2000), affiancate da Lung Shao‑hua e poi da Jacky Wu, quindi il programma di intrattenimento leggero 100 % Entertainment (1998–2005); nel 2001 hanno presentato il varietà Weekend Three Precious Fun (週末三寶Fun) con Harlem Yu, e tra il 2007 e il 2008 il programma culinario Gourmet Secrets of the Stars. Nel 2010 hanno concluso il rapporto professionale con Wang Wei‑Zhong per fondare una propria società di produzione: da allora Barbie ha concentrato l’attività sul versante recitativo in Hong Kong e Cina continentale, mentre Dee ha continuato con la conduzione televisiva a Taiwan.
Lo stile delle due sorelle in qualità di presentatrici si è distinto per l’approccio schietto, intimo e autentico, sostenuto da un umorismo tagliente; Barbie spesso interpretava la parte della “dritta” (straight man), mentre Dee era la voce comica. Dopo il primo successo su Guess, hanno consolidato la propria popolarità con 100 % Entertainment, subentrando temporaneamente a Tu‑lin Ho e impressionando i produttori: il proprietario della GTV, Yang Teng‑kuei — figura controversa con presunti legami triadici — le elesse come conduttrici ufficiali. Nel programma, le loro vivaci e simpatiche discussioni spesso superavano i confini del privato, con rivelazioni familiari e personali trasmesse in diretta, anticipando una forma di reality televisivo “avant la lettre” per le fasce di pubblico sinofono. Alcune puntate da loro condotte hanno ottenuto nuova visibilità sui social network a partire dal 2019, quando la GTV le ha riproposte in versioni editate.
Sul fronte musicale, dopo l’addio alla Famous Records nel 1997, le sorelle si dedicarono quasi esclusivamente alla conduzione televisiva, senza pubblicare album fino al 2001, anno in cui come A.S.O.S. uscirono con Pervert Girls (變態少女), il loro primo e ultimo disco di gruppo. L’album fu prodotto dalla piccola etichetta Skyhigh Entertainment, che concesse loro piena libertà creativa: Barbie e Dee scrissero tutte le musiche e i testi. Dopo una produzione iniziale affidata a Sandee Chan, subentrò Mavis Fan, e anche se il disco passò inosservato al momento del rilascio, venne poi rivalutato sui social per il suo carattere sperimentale e gotico.
Nel 2010 Barbie, Dee e Mavis Fan presentarono il trio Shorty Tall (小小大), formato anni prima ma attivo in due uniche esibizioni al Kangsi Concert di Pechino e a Shenyang nello stesso anno. Inoltre, Barbie, Dee, Mavis e Aya Liu, a volte riunite come “Four Sisters (四姐妹)”, pubblicarono due brani che celebravano la loro amicizia: Girls’ Party (姐妹們的聚會) nel 2001 e Girls’ Journey (姐妹們的旅行) nel 2019.
A partire dal 2004, Hsu ha pubblicato sporadicamente singoli: il duetto Let Me Love You con Vic Chou, Diamond (scritto con testi originali), e il duetto Sweetheart con Richie Jen, brani che sono diventati colonne sonore per le serie Mars (2004), Summer’s Desire (2010) e il film Adventure of the King (2010). È apparsa in videoclip musicali come Before the Dawn di Shin e Self Hypnosis e Waist Support di Show Lo, oltre ad avere scritto testi per altri artisti tra cui Mavis Fan, Josie Ho e Dee Hsu. Nel 2015, Barbie e Dee si sono riunite in pubblico per eseguire dal vivo Ten‑Minute Love al locale Legacy Taipei durante il primo concerto solista di Dee.
Come attrice, Hsu raggiunse la fama panasiatica grazie al ruolo di Shan Cai nel drama televisivo Meteor Garden (2001), prima trasposizione per il piccolo schermo del manga giapponese Hana Yori Dango, interpretata insieme al gruppo maschile F4. Oltre al mondo sinofono, la serie ebbe grande successo in diverse aree dell’Asia orientale e sud-orientale, ispirando numerosi remake, tra cui Boys Over Flowers (2005) in Giappone, Boys Over Flowers (2009) in Corea del Sud, Meteor Shower (2009) e Meteor Garden (2018) in Cina, Boys Before Friends (2013) negli Stati Uniti e Kaisi Yeh Yaariaan (2014–) in India. Il suo ruolo in Meteor Garden le valse una candidatura come Miglior Attrice alla 36ª edizione dei Golden Bell Awards, e la serie è accreditata come l’inizio del genere “idol drama” e della cosiddetta “età d’oro” della televisione taiwanese. Dopo il seguito Meteor Garden II (2002), Hsu fu consacrata come la prima “regina dei drama romantici”, recitando in produzioni come Eternity: A Chinese Ghost Story (2003), Mars (2004) — dove tornò a recitare con Vic Chou — Corner with Love (2007), che le valse una nomination come Miglior Attrice al Festival della Televisione di Shanghai, e Summer’s Desire (2010).
In seguito, si avvicinò al cinema con minore successo rispetto alla carriera televisiva. Il suo primo ruolo da protagonista fu nel film horror cinese The Ghost Inside (2005), seguito dalle pellicole taiwanesi Silk (2006) e My So-Called Love (2008). Entrò nell’industria cinematografica hongkonghese con Connected (2008), remake del thriller hollywoodiano Cellular (2004), per il quale ricevette una candidatura come Miglior Attrice ai 28ª Hong Kong Film Awards. Nel 2009 e 2010 vinse, insieme a Kelly Lin e Yan Ni, il premio come Miglior Attrice Cinematografica ai China Music Awards per i film On His Majesty’s Secret Service e Hot Summer Days. Tuttavia, nel 2010 fu premiata con il titolo di Peggior Attrice ai Golden Broom Awards, per le interpretazioni in Future X-Cops, Reign of Assassins e Adventure of the King. Le critiche citavano “una recitazione confusa, dove il riso somiglia al pianto e il pianto al riso; un’interpretazione troppo moderna, esagerata, e priva di profondità emotiva.”
Dopo il matrimonio con l’imprenditore cinese Wang Xiaofei alla fine del 2010, Hsu decise di ritirarsi dalla vita pubblica per dedicarsi alla famiglia. Tuttavia, accettò un ultimo ruolo nel film wuxia My Kingdom (2011), dopo un’iniziale rinuncia dovuta a una infiammazione del nervo radiale che le aveva immobilizzato il braccio destro. Il regista Gao Xiaosong, amico del marito, riuscì a convincerla tramite quest’ultimo. Il film, l’ultimo della sua carriera, ebbe scarso successo al botteghino e fu coinvolto nello scandalo per guida in stato di ebbrezza dello stesso Gao, che fu il primo personaggio pubblico cinese condannato dopo la penalizzazione legale dell’infrazione.
Nel 2012 uscirono due film girati nel 2010, dopo una lunga fase di post-produzione. Per Croczilla (2012), un monster movie, ricevette il premio come Miglior Attrice ai Golden Lotus Awards del Festival del Cinema di Macao, nonostante non fosse al corrente né della candidatura né della cerimonia. Vinse anche il titolo di Miglior Attrice alla prima edizione degli Asian Idol Awards, organizzati da Anhui TV, un riconoscimento abolito già dopo la seconda edizione. La sua ultima apparizione cinematografica fu un cameo nel film hongkonghese Motorway (2012), pur essendo accreditata come protagonista femminile.
Nel corso della carriera cinematografica, Hsu ha affrontato scetticismi sulla propria credibilità come attrice drammatica e sulla capacità di attrarre il grande pubblico. Tuttavia, con il ritiro dalle scene, la sua filmografia è stata rivalutata, riconoscendole un raro percorso che ha attraversato Taiwan, Hong Kong e la Cina continentale.
Oltre alla recitazione, nel 2004 Hsu ha pubblicato una guida di bellezza intitolata Beauty Queen (美容大王), seguita da un sequel nel 2007. Entrambi i volumi sono diventati best seller nel mondo sinofono e hanno contribuito alla diffusione di marchi come Kiehl’s e SK‑II in Cina, anche se alcuni dei consigli e ideali di bellezza proposti sono stati in seguito oggetto di rivalutazione. Tra i suggerimenti più celebri promossi da Hsu – sia nei libri che in altri contesti – figurano la “maschera facciale al vino rosso” e l’uso del trattamento contro la caduta dei capelli Rogaine per infoltire le sopracciglia.
Insieme a Dee, Hsu ha co‑scritto il libro SOS Chao Meng Qing Chun (SOS超猛青春, 1996), sui loro anni da teenager, e SOS Tokyo Shopping Map (SOS東京拚裝大地圖, 1998), una guida fashion e turistica su Tokyo. Ha inoltre pubblicato Penny Dreadful (蝴蝶飛了, 2005), una raccolta di poesie, e Lao Niang Jia Dao (老娘駕到, 2015), un memoir sulla maternità del suo primo figlio.
Dopo il primo anno di matrimonio, Hsu ha sospeso la carriera per dedicarsi alla preparazione della maternità. Seguirono diversi tentativi di ritorno alla recitazione dopo la nascita del figlio nel 2014, ostacolati da nuove gravidanze, problemi di salute e dalla diminuzione delle opportunità per attrici di mezza età. Il suo ultimo progetto attoriale è stato un ruolo accettato come volontaria per sostenere Angie Chai, produttrice di Meteor Garden, per un’adattamento taiwanese di Our Blues (2022), poi abortito nel 2024.
Tuttavia, Hsu ha continuato a partecipare a programmi televisivi e pubblicità. Tra il 2011 e il 2012 e per un breve periodo nel 2015, ha sostituito la sorella Dee su Kangsi Coming durante i suoi congedi di maternità e infortunio, partecipando inoltre più volte come ospite al varietà. Dal 2017 collabora con il marchio italiano C&C Gioielli nella realizzazione di una linea di gioielli co‑firmata. Nel 2018 ha prestato la voce per il doppiaggio taiwanese di Incredibles 2, interpretando il ruolo di Elastigirl, partecipato al programma cinese Miss Beauty (stagione 1) e al reality matrimoniale Happiness Trio con l’allora marito Wang Xiaofei.
Nel 2019 ha partecipato al dating show cinese Dream Space (stagione 2) come commentatrice e al programma di viaggio We Are Real Friends insieme a Dee, Mavis Fan e Aya Liu. Nel 2020 è stata presente nel documentario televisivo After Becoming Mother (stagione 2). Ha co‑prodotto il web show Dee’s Talk (2021–2022), condotto da Dee, che ha ottenuto la candidatura al Golden Bell Award per il Miglior Variety Show.
Il 29 gennaio 2025, durante le festività del Capodanno lunare, Hsu si è recata in Giappone con la famiglia. È deceduta a Tokyo il 2 febbraio per una polmonite legata all’influenza, all’età di 48 anni.

## Vita privata
Tra il 1997 e il 1998, nei primi anni della sua carriera, Hsu fu sentimentalmente legata a Blackie Chen, prima che questi raggiungesse la fama come cestista e personaggio televisivo. Tra la fine del 1998 e il 2000, intrattenne una relazione con il cantante sudcoreano Koo Jun-yup, noto come DJ Koo. Successivamente, fu legata all’attore Lan Cheng-lung, con il quale ebbe una relazione dal 2001 al 2005. Dal 2005 al 2008 fu la compagna dell’attore Vic Zhou, membro del gruppo F4.
Nel novembre 2010, dopo un corteggiamento lampo durante il quale si incontrarono solo quattro volte, Hsu sposò l’imprenditore cinese Wang Xiaofei a Pechino, celebrando il matrimonio ufficiale a marzo 2011 a Sanya, nell’isola di Hainan. La coppia ebbe due figli: una figlia, Wang Hsi-yueh, nata il 24 aprile 2014, e un figlio, Wang Hsi-lin, nato il 14 maggio 2016. Divorziarono nel novembre 2021, seguiti da una battaglia legale molto mediatizzata e da accese polemiche online nei mesi successivi. Secondo Koo Jun-yup, dopo aver letto la notizia del divorzio di Hsu, si è messo in contatto con lei e i due si sono riconciliati, ma Wang l’ha accusata di aver riallacciato i rapporti con Koo prima della finalizzazione del divorzio. Hsu e Koo hanno registrato il loro matrimonio l’8 febbraio 2022 in Corea del Sud.

## Filmografia

### Serie televisive
- Summer of Bubbles (2009)
- Corner With Love (2007)
- Phantom Lover (2005)
- Say Yes Enterprise (2004)
- Mars (2004)
- Monkey King: Quest to the Sutra (2003)
- Eternity: A Chinese Ghost Story (2003)
- Meteor Garden II (2002)
- Meteor Garden (2001)

### Film
- La congiura della pietra nera (Agosto 2010)
- Police Cops (2009)
- T2 (2009)
- My So Called Love  (Novembre 2008)
- Connected  (25 settembre 2008)
- Silk (2006)
- The Ghost Inside (2005)

### Varietà televisivi
- 100% Entertainment
- Da Xiao Ai Chi
- Wu Lin Da Dao

## Libri
- Barbie Essence (2003) - libro fotografico
- Mei Rong Da Wang (2004) - libro di bellezza
- Penny Dreadful (2005) - libro di poesie
- Mei Rong Da Wang 2 (2007)  - libro di bellezza

## Campagne pubblicitarie
- Pantene (Shampoo)
- Miracle (Gioielleria)
- Marilyn (Lingerie)
- Lenovo (Telefonia cellulare)
- Ayilian (Linea di abbigliamento)
- Tissot (Orologi)
- Proya (Cosmetici)
- Delica Wine (Liquori)
- Lulu (Yogurt da bere)
- Zhi Dong (Bevande di salute)
- Lang Sha (Calze)
- Cayo (Cosmetic)
- Big Train - Lee Cooper Jeans
- Da Dong (Scarpe)
- Lazard (Gestione di denaro privato)
- Suisse Programme (Cosmetici)
- Cotton U.S.A (Linea di abbigliamento)